# 95219 Borgman
95219 Borgman è un asteroide della fascia principale. Scoperto nel 2002, presenta un'orbita caratterizzata da un semiasse maggiore pari a 3,1108710 UA e da un'eccentricità di 0,0766178, inclinata di 23,80604° rispetto all'eclittica.
L'asteroide è dedicato all'astronomo amatoriale statunitense Dennis Borgman.